# Luciamyia biloba
Luciamyia biloba är en tvåvingeart som beskrevs av Meillon 1937. Luciamyia biloba ingår i släktet Luciamyia och familjen svidknott. Inga underarter finns listade i Catalogue of Life.